# Pujaut
Pujaut (okzitanisch Puejaut) ist eine französische Gemeinde mit 3911 Einwohnern (Stand 1. Januar 2022) im Département Gard und in der Region Okzitanien.

## Geographie
Pujaut liegt acht Kilometer nördlich von Avignon am westlichen Ufertal der Rhone. In der Umgebung liegen die Gemeinden Villeneuve-lès-Avignon, Rochefort-du-Gard, Tavel und Roquemaure.

## Geschichte
Zu den ersten Bewohnern des Podium Altum gehörten hauptsächlich Jäger und Fischer. 1882 entdeckte man am Dorfweiher entsprechende Geräte, die ins Bronzezeitalter datieren (2200 v. Chr.). Die höheren Lagen waren mit Wald bedeckt und boten wenig Ackerland. Die Wohnhäuser wurden später von einem Schloss überragt, das während der Albigenserkriege zerstört wurde.
Während der Hugenottenkriege wurde Pujaut 1567 von den Protestanten eingenommen, die sich drei Jahre später wieder zurückzogen, nachdem sie einen Teil des Dorfes in Brand gesteckt hatten. Zu dieser Zeit besiedelten die Einwohner den oberen Teil des Dorfes, der von einer Dorfmauer und einem Wallgraben umgeben war. Ein anderes wichtiges Siedlungszentrum war das Viertel von Canon um die Kapelle Saint-Vérédème.

### Einwohnerentwicklung
| Jahr      | 1962 | 1968 | 1975 | 1982 | 1990 | 1999 | 2008 | 2017 |
| --------- | ---- | ---- | ---- | ---- | ---- | ---- | ---- | ---- |
| Einwohner | 1083 | 1219 | 1533 | 2465 | 2911 | 3242 | 3930 | 4136 |

## Sehenswürdigkeiten
- Waschhäuser
- Kirche (14. Jahrhundert), erbaut auf Wunsch von Kardinal Pierre de Bertrandi
- Notre-Dame du Château, 1868 auf einem Hügel namens Lou Mourre de Castèu errichtet.
- Gutshäuser des Kartäuserordens (St Bruno, St Hugues, St Anthelme)
- Kapelle (10. Jahrhundert) und Gutshof des Benediktinerordens
- Windmühle, Vermessungspunkt des IGN mit guter Aussicht auf die Umgebung
- Altes Dorfzentrum, Gassen

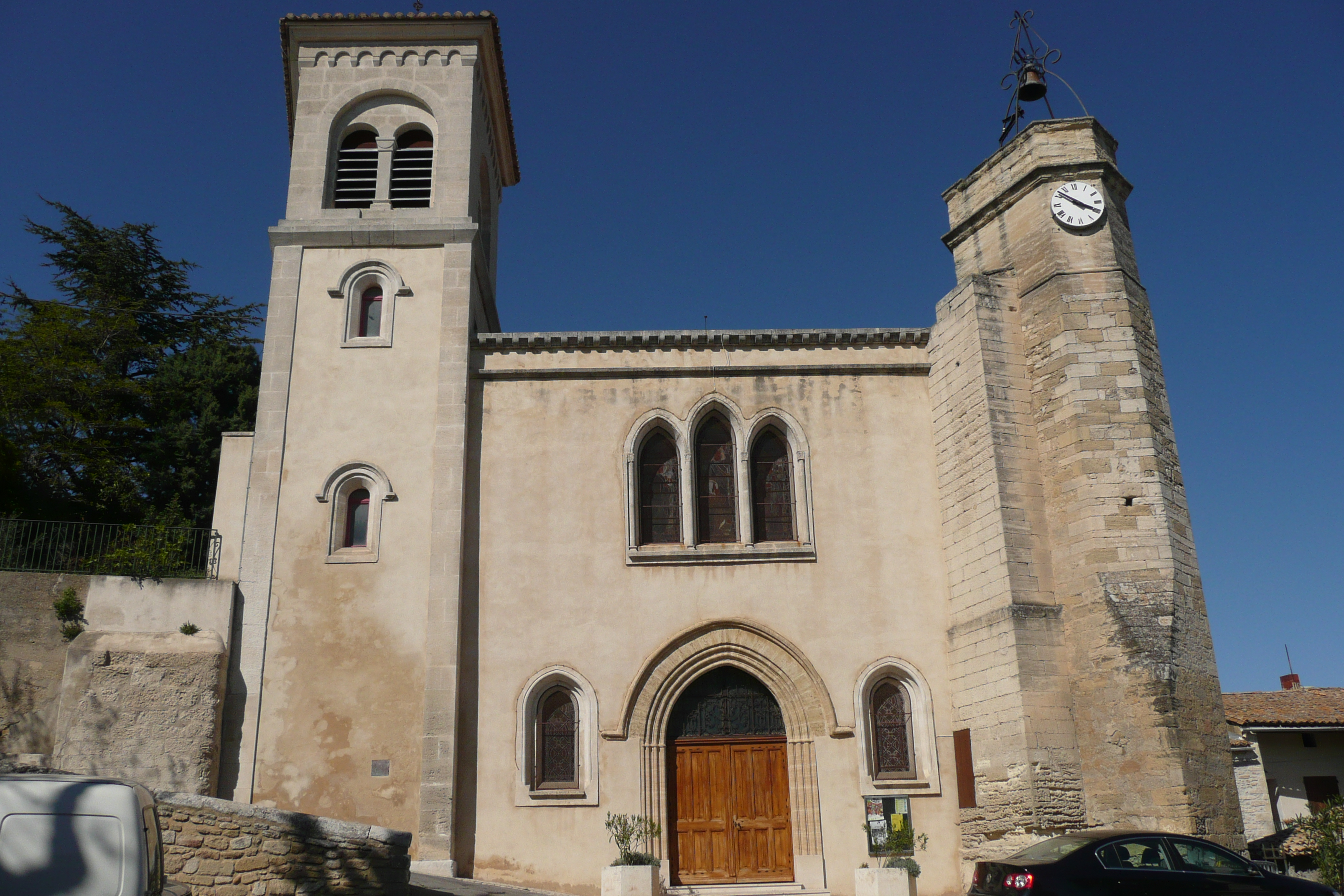
Kirche Saint-Jacques
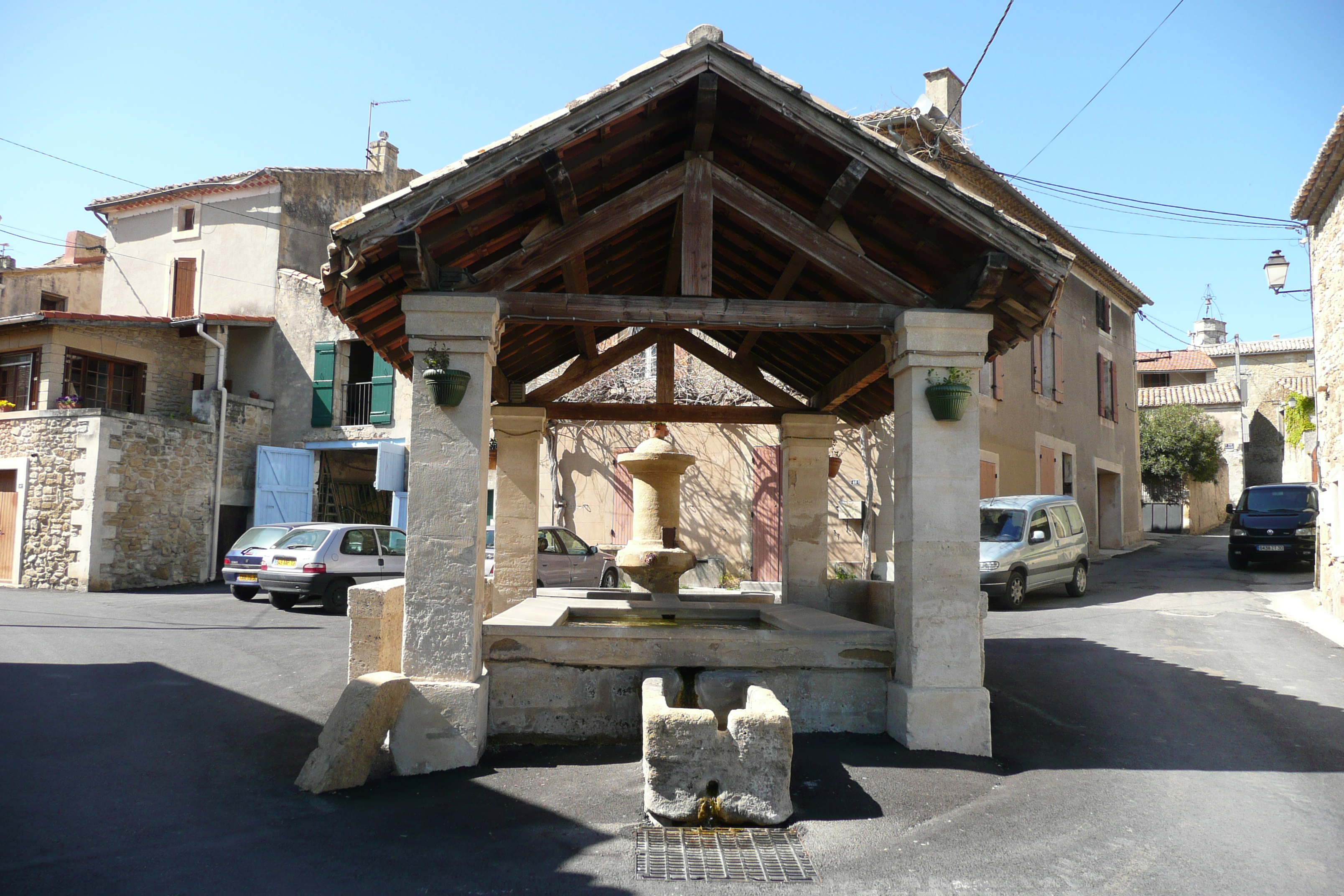
Waschhaus